# Муртазово (станция)
Мурта́зово — железнодорожная станция Минераловодского региона Северо-Кавказской железной дороги, находящаяся в городе Тереке Кабардино-Балкарской республики.

## История
В 1867 году, одновременно с годом основания города Терек, в эксплуатацию была введена железнодорожная станция Муртазово. В то время на станции располагалось всего три жилых здания, предназначенных для работников данной станции. Спустя годы железнодорожная станция стала застраиваться большим количеством домов и строений. Так продолжалось до 1920 года, после чего было принято решение об открытии вблизи станции нового населённого пункта. Уже тогда знали, что город, который появится, спустя десятилетия будет носить имя Терек, в честь протекающей здесь реки.
В настоящее время работа станции постоянная и бесперебойная. Станция осуществляет отправку разнообразных грузов, также проводится необходимое отслеживание вагонов. Высадка и посадка пассажиров производится в срок, что позволяет иметь возможность вовремя добраться до места назначения.

## Сообщение по станции
По состоянию на март 2016 года по станции курсируют следующие поезда пригородного сообщения:
| Пригородное | Пригородное                    | Пригородное | Пригородное                    |
| № поезда    | Маршрут движения               | № поезда    | Маршрут движения               |
| ----------- | ------------------------------ | ----------- | ------------------------------ |
| 6439/6407   | Владикавказ — Минеральные Воды | 6408/6440   | Минеральные Воды — Владикавказ |

### Дальнее
По состоянию на декабрь 2017 года по станции курсируют следующие поезда дальнего следования:
| Круглогодичное обращение поездов | Круглогодичное обращение поездов | Круглогодичное обращение поездов | Круглогодичное обращение поездов |
| № поезда                         | Маршрут движения                 | № поезда                         | Маршрут движения                 |
| -------------------------------- | -------------------------------- | -------------------------------- | -------------------------------- |
| 677                              | Владикавказ — Новороссийск       | 678                              | Новороссийск — Владикавказ       |
| 679                              | Владикавказ — Адлер              | 680                              | Адлер — Владикавказ              |

| Сезонное (разовое) обращение поездов | Сезонное (разовое) обращение поездов | Сезонное (разовое) обращение поездов | Сезонное (разовое) обращение поездов |
| № поезда                             | Маршрут движения                     | № поезда                             | Маршрут движения                     |
| ------------------------------------ | ------------------------------------ | ------------------------------------ | ------------------------------------ |
| 607                                  | Владикавказ — Анапа                  | 608                                  | Анапа — Владикавказ                  |